# Liste der Einträge im National Register of Historic Places im DeKalb County (Illinois)

Lage des DeKalb County in Illinois

Die Liste der Einträge im National Register of Historic Places im DeKalb County in Illinois führt alle Bauwerke und historischen Stätten im DeKalb County auf, die in das National Register of Historic Places aufgenommen wurden.

## Legende
| NRHP | Historic Place    |
| HD   | Historic District |

## Aktuelle Einträge
| [ 2 ] | Name                           | Bild                           | Eintragsdatum        | Lage                                                                                        | Ort                    | Beschreibung |
| ----- | ------------------------------ | ------------------------------ | -------------------- | ------------------------------------------------------------------------------------------- | ---------------------- | ------------ |
| 1     | Ashelford Hall                 | Ashelford Hall                 | 1995 ID-Nr. 95000990 | 566 Eychaner Road 42° 2′ 0″ N, 88° 56′ 9″ W                                                 | Esmond                 |              |
| 2     | Adolphus W. Brower House       | Adolphus W. Brower House       | 1979 ID-Nr. 79003160 | 705 DeKalb Avenue 41° 59′ 11″ N, 88° 41′ 38″ W                                              | Sycamore               |              |
| 3     | Chicago and Northwestern Depot | Chicago and Northwestern Depot | 1978 ID-Nr. 78003101 | Sacramento Street und DeKalb Street 41° 59′ 16″ N, 88° 41′ 24″ W                            | Sycamore               |              |
| 4     | Egyptian Theatre               | Egyptian Theatre               | 1978 ID-Nr. 78003100 | 135 North 2nd Street 41° 55′ 52″ N, 88° 45′ 9″ W                                            | DeKalb                 |              |
| 5     | Ellwood Mansion                | Ellwood Mansion                | 1975 ID-Nr. 75002075 | 509 North 1st Street 41° 56′ 6″ N, 88° 45′ 8″ W                                             | DeKalb                 |              |
| 6     | Elmwood Cemetery Gates         | Elmwood Cemetery Gates         | 1978 ID-Nr. 78003102 | South Cross Street und Charles Street 41° 58′ 57″ N, 88° 41′ 52″ W                          | Sycamore               |              |
| 7     | Joseph F. Glidden House        | Joseph F. Glidden House        | 1973 ID-Nr. 73002159 | 917 West Lincoln Highway 41° 56′ 26″ N, 88° 46′ 13″ W                                       | DeKalb                 |              |
| 8     | George H. Gurler House         | George H. Gurler House         | 1979 ID-Nr. 79003158 | 205 Pine Street 41° 55′ 53″ N, 88° 46′ 13″ W                                                | DeKalb                 |              |
| 9     | Haish Memorial Library         | Haish Memorial Library         | 1980 ID-Nr. 80004319 | 309 Oak Street 41° 55′ 56″ N, 88° 45′ 0″ W                                                  | DeKalb                 |              |
| 10    | William W. Marsh House         | William W. Marsh House         | 1978 ID-Nr. 78003103 | 740 West State Street 41° 59′ 23″ N, 88° 41′ 48″ W                                          | Sycamore               |              |
| 11    | Nisbet Homestead Farm          | Nisbet Homestead Farm          | 1984 ID-Nr. 84001069 | Suydam Road 41° 40′ 15″ N, 88° 51′ 47″ W                                                    | nördlich von Earlville |              |
| 12    | North Grove School             | North Grove School             | 2012 ID-Nr. 12000026 | 26475 Brickville Road 42° 1′ 12,5″ N, 88° 42′ 16,9″ W                                       | Sycamore               |              |
| 13    | Sandwich City Hall             | Sandwich City Hall             | 1979 ID-Nr. 79003159 | 144 East Railroad Street 41° 38′ 41″ N, 88° 37′ 12″ W                                       | Sandwich               |              |
| 14    | Sycamore Historic District     | Sycamore Historic District     | 1978 ID-Nr. 78003104 | Verschiedene Gebäude in der Main Street und der Somonauk Street 41° 59′ 6″ N, 88° 41′ 12″ W | Sycamore               |              |
| 15    | von KleinSmid Mansion          | von KleinSmid Mansion          | 1985 ID-Nr. 85000979 | 218 West Center 41° 38′ 42″ N, 88° 37′ 30″ W                                                | Sandwich               |              |

## Frühere Einträge
| [ 2 ] | Name                   | Bild | Eintragsdatum        | Lage                                                      | Ort    | Beschreibung    |
| ----- | ---------------------- | ---- | -------------------- | --------------------------------------------------------- | ------ | --------------- |
| 1     | US Post Office--DeKalb |      | 1978 ID-Nr. 94001596 | 100 West Lincoln Highway 41° 55′ 50,2″ N, 88° 45′ 15,9″ W | DeKalb | 1995 abgerissen |